# Pavao I. Zrinski
Pavao I. Zrinski (?, 1357. - Zagreb, 18. kolovoza 1414.), slavonski velikaš iz velikaške obitelji Zrinski, odvjetka hrvatske velikaške obitelji Šubića Bribirskih, čiji su članovi 1347. godine dobili od hrvatsko-ugarskog kralja Ludovika I. Anžuvinca (1342.-1382.) grad Zrin u Slavoniji u zamjenu za utvrdu Ostrovicu u Hrvatskoj.
Bio je jedini sin prvog zrinskog kneza Jurja I. i pripadnik druge generacije obitelji Zrinski. Imao je sestru Elizabetu I., kasnije udanu za kneza Tomu Krbavskog. Budući da mu je otac umro već 1361. godine, Pavao I. je bio maloljetan kada je preuzeo svoje nasljeđe. Zbog toga je kralj Ludovik odredio kneza Stjepana I. Krčkog za skrbnika malodobnog Pavla I. i njegove majke. Stjepan I. je bio u rodu sa bribirskim knezovima preko svoje majke Elizabete Bribirske, kćeri hrvatskog bana Mladena II. Šubića Bribirskog, udane za njegova oca Dujma III. Krčkog i preko svoje sestre Elizabete Krčke, koja se udala za kneza Pavla II. Bribirskog.
Godine 1372. spominje se u izvorima prvi put kao punoljetna osoba, osobno vršeći neki pravni posao pred zagrebačkim kaptolom. U veljači 1380. godine spominje se bez naslova u ispravi kojom je kralj Ludovik I. intervenirao u korist Pavla I. u vezi s posjednima Stupnica i Pedalj. U to vrijeme je Pavao I. otišao na kraljevski dvor u Višegrad gdje je boravio dulje vrijeme, gdje je imenovan kraljevim vitezom. Njegov položaj na dvoru nije se promijenio ni nakon kraljeve smrti 1382. godine, kada je vladavinu preuzela kraljeva kći Marija Anžuvinska. Ipak je 1384. napustio kraljevski dvor te se spominje u Zadru, nakon čega se ne spominje u velikim promjena i sukobima nakon dolaska kralja Žigmunda Luksemburškog na prijestolje. Prvi sljedeći spomen Pavla I. je iz 1389. godine kada mu je kralj Žigmund darovao kuću u Zadru i postavio ga za rapskog kneza, što aludira na Pavlovu pomoć u oslobođenju kraljice Marije iz zatočenštva 1387. godine, u čemu su se, uz kneza Ivana Frankapana istaknuli i knezovi Krbavski s kojima je Pavao I. bio u srodstvo, jer je oženio Mariju, kćerku kneza Budislava IV. Krbavskog, dok je Pavlova sestra Elizabeta bila udana za Butkovog brata Tomu. Kasnije je Pavao I. oženio kneginju Elizabetu Krčku. Imao je ukupno četvero djece: Petra I., Nikolu I., Anu I. i Margaretu I.
Između 1386. i 1390. godine, Pavao I. je trpio štetu od bosanske vojske i njihovih saveznika knezova Blagajskih koji su harali njegovim posjedima, dok se on nalazio na položaju rapskog kneza u Dalmaciji. Najviše neprilika prouzročio mu je knez Stjepan VII. Blagajski koji mu je, prema sudskoj presudi iz 1397. godine morao isplatiti naknadu za nanesenu štetu.
Na povećanu imovinsku moć kneza Pavla I. ukazuje njegovo davanje financijske pomoći knezu Ivanu V. Krčkom 1390. godine, za što je uzeo u zalog grad Slunj i susjedno selo Tržac. Ivan V. je u to vrijeme bio najmoćniji hrvatski velikaš i vođa Žigmundove i Marijine stranke u Hrvatskoj.
Godine 1397. kralj Žigmund je, na Pavlov zahtjev, opomenuo druge članove roda Šubića iz Bribira zbog nezakonitih držanja Pavlovih posjeda u Lučkoj županiji, što svjedoči o Pavlovom interesu za pradjedovsku baštinu na jugu Hrvatske. Sljedeće godine Pavao I. se nalazio u vojsci ban Nikole II. Gorjanskog u Iloku, koja se spremala napasti posjede velikog vojvode Hrvoja Vukčića Hrvatinića u Bosni. Rat je završio Hrvojevim zauzimanjem Dubičke županije čime je došao u neposredno susjedstvo Zrinskih i takvo napeto stanje potrajalo je sve do 1402. godine.
Godine 1401. kralj Žigmund je vratio knezu Pavlu I. Bužane, koje je stric njegova oca Jurja I., Grgur V. Bribirski vratio kralju Ludoviku I. za novčanu naknadu, radi šteta koje je Pavao pretrpio od bosanske vojske i Osmanlija na svojim posjedima u Pounju. Međutim, Bužane su u međuvremenu bile pripale knezovima Krbavskim te su u budućnosti postale predmet spora između Zrinskih i Kurjakovića.
Vrhunac Pavlova političkog djelovanja dogodio se u rujnu 1402. godine kada je, u ime slavonskih velikaša na saboru u Požunu ishodio od kralja Žigmunda potvrdu povlastica slavonskom plemstvu. Sljedeće godine je jugom Hrvatske privremeno zavladao protukralj Ladislav Napuljski, no Zrinski je ostao privržen kralju Žigmundu, a isto stav imali su i njegovi rođaci Šubići Bribirski.
U razdoblju od 1405. do 1408. godine dogodilo se više vojnih pohoda vojvode Hrvoja na područje knezova Zrinskih, ali nije poznato ništa konkretno o sudjelovanju Pavla I. i njegova sina Petra I. u njima. Dana 25. listopada 1408. godine, našli su se u Zagrebu Pavlov sin Petar I. i njegov rođak Jakov II. Banić Bibirski kako bi sklopili ugovor o međusobnom nasljeđivanju udjela posjeda u Bribiru. Nekako u to vrijeme, a najkasnije 1409. godine pogoršali su se odnosi između Pavla I. i njegova sina Petra I., vjerojatno zbog Pavlove ženidbe za Elizabetu Krčku s kojom je dobio mlađeg sina, Nikolu I., a što je navelo Petra I. da zatraži podjelu zrinskih posjeda. Istovremeno, Pavlu je pomogao knez Nikola IV. Frankapan koji mu je u zalog predao grad Slunj te se Pavao I. poslije podjele zrinskih posjeda povukao kod kneza Nikole IV. te je kupio kuću u frankapanskom Senju.